# Mount Moody
Mount Moody ist ein 2040 m hoher Berg im Norden des ostantarktischen Viktorialands. In der nordwestlichen Lanterman Range der Bowers Mountains ragt er 8 km südöstlich des Carnes Crag auf.
Die Nordgruppe der von 1963 bis 1964 durchgeführten Kampagne im Rahmen der New Zealand Geological Survey Antarctic Expedition benannte ihn nach Leutnant Daniel Major Moody von der Flugstaffel VX-6 der United States Navy, der die Südgruppe dieser Kampagne in ihr Zielgebiet geflogen hatte.